# 足沢良子
足沢 良子（たるさわ よしこ、1927年10月19日 - ）は、日本の翻訳家、児童文学者。
東京府（現・東京都）生まれ。1960年代から1970年代にディズニーアニメの講談社の絵本を執筆した。

## 著書
- 『ナイチンゲール』（ぎょうせい、世界の伝記） 1980年3月
- 『チャーチル』（ぎょうせい、世界の伝記） 1981年5月
- 『バイキングの世界』（ぎょうせい、世界ノンフィクション全集） 1985年3月

## 翻訳・再話
- 『愛の妖精』（ジョルジュ・サンド、岩崎書店、世界少女名作全集） 1963年
- 『愛と悲しみ』（サン・ピエール、岩崎書店、世界少女名作全集）1964年
- 『美しきポリー』（ルイザ・メイ・オルコット、講談社、マスコット文庫） 1966年
- 『女の一生』（モーパッサン、岩崎書店、ジュニア版世界の文学）1967年
- 『ジュリー ある少女の愛の物語』（アイリーン・ハント、講談社、世界の児童文学名作）1972年
- 『ハヤ号セイ川をいく』（フィリッパ・ピアス、講談社） 1974年
のち青い鳥文庫
- 『ニンジのまじない』（E・マッキンタイア、講談社） 1975年
- 『小公女』（バーネット、主婦の友社、少年少女世界名作全集） 1976年
- 『ノディーとまほうのけしゴム』（エニッド=ブライトン、講談社、ゆかいなノディー） 1977年5月
- 『ノディーのたこたこあがれ』（エニッド=ブライトン、講談社、ゆかいなノディー）1977年6月
- 『ふしぎの国のアリス』（ルイス・キャロル、春陽堂書店、春陽堂少年少女文庫）1977年9月
- 『黒馬物語』（アンナ・スゥエル、ぎょうせい、こども世界の名作） 1978年11月
- 『ペパーミント通りからの旅』（マインダート=ディヤング、講談社） 1978年11月
- 『ジュリーの行く道』（アイリーン・ハント、講談社、セシール文庫） 1981年12月
- 『モリーのアルバム』（ロイス=ローリ、講談社） 1982年2月
- 『黄金の玉座』（メネラオス・ステファニデス再話、ぎょうせい、ギリシア神話） 1982年5月
- 『小公女』（フランシス・ホジソン・バーネット、小学館、フラワーブックス6） 1982年12月
- 『ジャングルブック』（キップリング、ぎょうせい、少年少女世界名作全集） 1983年4月
- 『銀の馬車』（C・アドラー、金の星社） 1983年10月　
のちフォア文庫
- 『クリスマス・キャロル』（ディッケンズ、小学館） 1983年12月
- 『緑色の目の白いネコ アイルランド編』（レ・ファニュ、金の星社） 1984年2月
- 『おき去りにされた猫』（C・アドラー、金の星社） 1985年1月
- 『さよならピンク・ピッグ』（C・アドラー、金の星社、文学の扉） 1987年7月
- 『床下の古い時計』（K・ピアソン、金の星社、新・文学の扉） 1990年12月
- 『子じか物語』（ローリングス、講談社、講談社のおはなし童話館） 1992年4月
- 『はじめての林檎』（チン・イェン・ラッセル、文渓堂） 1996年12月

### 大草原の小さな家シリーズ
※いずれも著者はローラ・インガルス・ワイルダーで、草炎社の「大草原の小さな家シリーズ」
1. 『大きな森の小さな家』2005年7月
2. 『大草原の小さな家』2005年7月
3. 『プラムクリークの川辺で』2005年11月
4. 『シルバー湖のほとりで』2006年6月
5. 『農場の少年』2006年6月
6. 『大草原の小さな町』2007年
7. 『この輝かしい日々』2008年

## 論文
- 国立情報学研究所収録論文 国立情報学研究所